# Cabot (miasto)
Cabot – miasto w Stanach Zjednoczonych, w stanie Vermont, w hrabstwie Washington.